# Fundella
Fundella is een geslacht van vlinders van de familie snuitmotten (Pyralidae), uit de onderfamilie Phycitinae.

## Soorten
- F. ahemora Dyar, 1914
- F. argentina Dyar, 1919
- F. ignobilis Heinrich, 1945
- F. pellucens Zeller, 1848